# Köglmühlbach

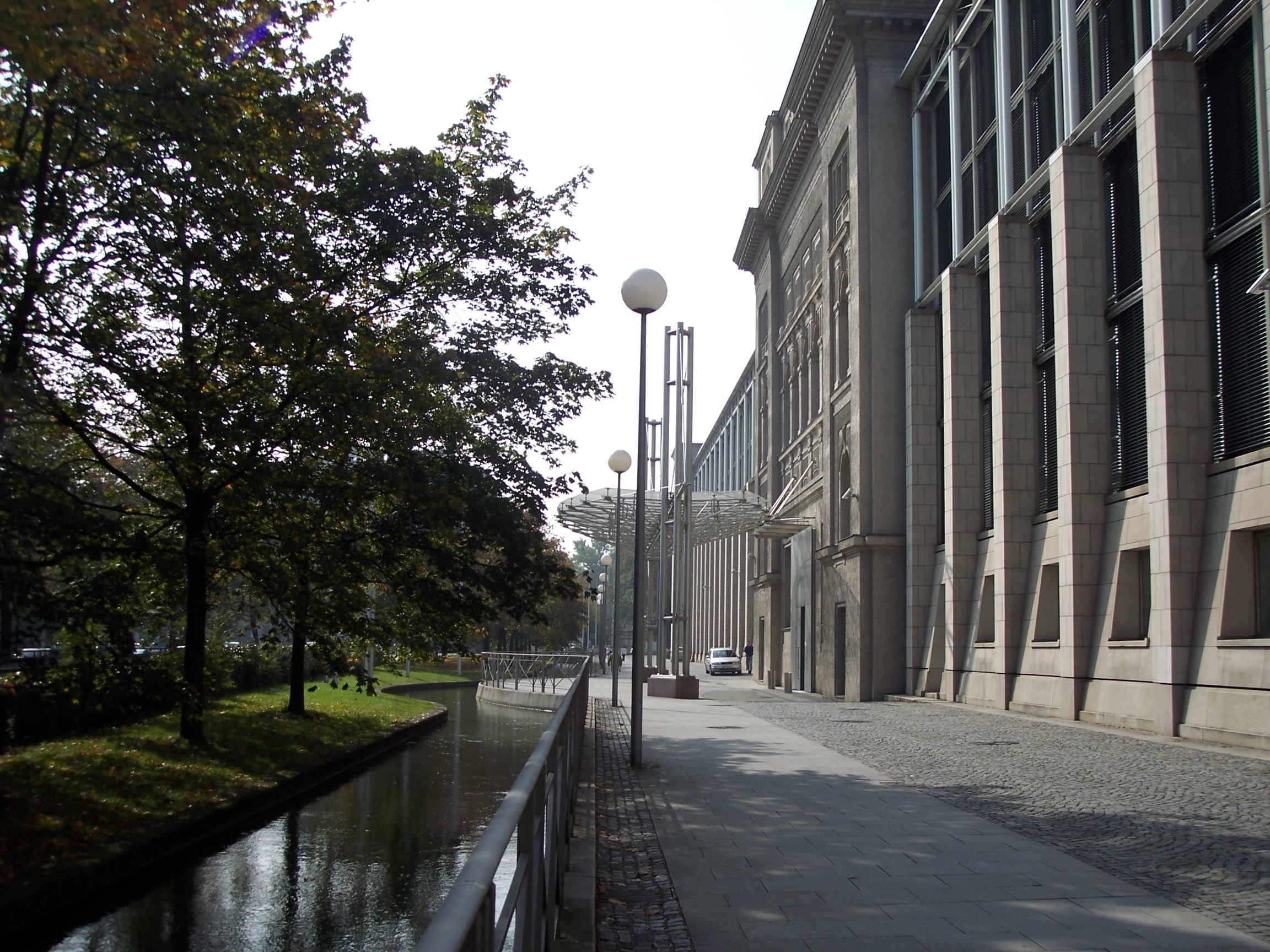
Köglmühlbach vor der Bayerischen Staatskanzlei

Der Köglmühlbach in München ist Teil des früher ausgedehnten Münchner Stadtbachsystems. 
Der historische Köglmühlbach floss an der Ostseite des Hofgartens entlang. An ihm lag die 
Köglmühle. Der Bach wurde wie ein großer Teil der Stadtbäche 1968 aufgelassen.
Anlässlich des Baus der Bayerischen Staatskanzlei wurde der Bach 1992 neben seinem ursprünglichen Bett neu angelegt. Er bezieht sein Wasser aus dem Westlichen Stadtgrabenbach und fließt heute für etwa 250 m östlich der Staatskanzlei am Franz-Josef-Strauß-Ring entlang. Nachdem er einen runden Teich mit Fontäne durchflossen hat, unterquert er die Von-der-Tann-Straße, von wo aus er als Schwabinger Bach durch den Englischen Garten fließt.